# クルスク州

クルスク（クールスク）州
ロシア語: Курская область

クルスク州（クルスクしゅう、Курская область）は、ロシアの州（オーブラスチ）の一つ。州都はクルスク（クールスク）。面積は29,997km²、2021年の人口は1,082,458人。

## 地理
クルスク州は中央ロシア高地の南部に位置し、西側はウクライナと接する。域内の大部分がドニエプル川水系のセイム川流域に属し、地形は河谷と丘陵がほとんどである。気候は大陸性気候で、主な植生はチェルノーゼムの上にある森林ステップとポントス・カスピ海草原であり、農地ではコムギ、ライムギ、テンサイ、ジャガイモなどの栽培と養豚が行われる。一帯にはクルスク磁気異常があり、北西部のジェレズノゴルスクなどで鉄鉱石が産出されている。1978年、生物多様性に富むロシアの自然保護区である5,288 haの「中央黒土自然保護区」はユネスコの生物圏保護区に指定された。

## 歴史
1779年5月23日クルスク県が設置され、1928年まで続いた。そののち1934年6月13日に州制施行。
第二次世界大戦最中の1943年7月4日から8月27日にかけて独ソ戦のクルスクの戦いがこの地で行われた。
2023年6月2日、州知事はウクライナからドローンによる攻撃を受けたことを発表。ロシアの防空システムが複数のドローンを撃墜したが、いくつかの建物に被害が出たことを認めた。同年6月18日、州知事はウクライナ軍からの砲撃により砂糖工場や家屋、店舗、送電線が損傷。2人が負傷したことを発表した。2024年8月6日からはウクライナ軍の越境攻撃が開始され、ロシア軍との間で激しい戦闘が行われ、アレクセイ・スミルノフ知事代行は翌7日に国境地帯に対して非常事態宣言を行った。15日にはスジャがウクライナ軍に完全占領されたことが確認された。ロシア軍は2025年4月26日にクルスク州を完全に解放したとして奪回を宣言したが、ウクライナ側は認めていない。

## 政治

### 歴代州知事
1. ワシリー・シュテーエフ（ロシア語版）（1991年12月11日-1996年10月23日）
2. アレクサンドル・ルツコイ（1996年10月23日-2000年11月18日）
3. アレクサンドル・ニコラエヴィチ・ミハイロフ（2000年11月18日-2018年10月11日、2014年5月17日-9月14日は代行）
4. ローマン・スタロヴォイト（ロシア語版）（2018年10月11日より代行、2019年9月16日-2024年5月14日）
5. アレクセイ・スミルノフ（ロシア語版）（2024年5月12日より代行、2024年9月16日-2024年12月5日）

- （代行）アレクサンドル・ヒンシュテイン（ロシア語版）（2024年12月5日-現職）

## 行政区画
クルスク州は以下の地区（ラヨン）からなる。
| 地区（район）                                            | 中心地                     |
| -------------------------------------------------------- | -------------------------- |
| ベーラヤ地区（Беловский район）                          | ベーラヤ                   |
| ボリショエ・ソルダーツコエ地区（Большесолдатский район） | ボリショエ・ソルダーツコエ |
| グルシコヴォ地区（Глушковский район）                    | グルシコヴォ               |
| ゴルシェチノエ地区（Горшеченский район）                 | ゴルシェチノエ             |
| ドミトリエフ地区（Дмитриевский район）                   | ドミトリエフ=リゴフスキー  |
| ジェレズノゴルスク地区（Железногорский район）           | ジェレズノゴルスク※        |
| ゾロトゥヒノ地区（Золотухинский район）                  | ゾロトゥヒノ               |
| カストルノエ地区（Касторенский район）                   | カストルノエ               |
| コヌィショーフカ地区（Конышевский район）                | コヌィショーフカ           |
| コーレネヴォ地区（Кореневский район）                    | コーレネヴォ               |
| クルスク地区（Курский район）                            | クルスク※                  |
| クルチャトフ地区（Курчатовский район）                   | クルチャトフ※              |
| リゴフ地区（Льговский район）                            | リゴフ※                    |
| マントゥロヴォ地区（Мантуровский район）                 | マントゥロヴォ             |
| メードヴェンカ地区（Медвенский район）                   | メードヴェンカ             |
| オボヤーニ地区（Обоянский район）                        | オボヤーニ                 |
| オクチャブリ地区 (十月地区)（Октябрьский район）         | プリャムツィノ             |
| ポヌィリ地区（Поныровский район）                        | ポヌィリ                   |
| プリステニ地区（Пристенский район）                      | プリステニ                 |
| ルイリスク地区（Рыльский район）                         | ルイリスク                 |
| ソビエト地区（Советский район）                          | クシェンスキー             |
| ソーンツェヴォ地区（Солнцевский район）                  | ソーンツェヴォ             |
| スジャ地区（Суджанский район）                           | スジャ                     |
| チム地区（Тимский район）                                | チム                       |
| ファテジ地区（Фатежский район）                          | ファテジ                   |
| ホムトフカ地区（Хомутовский район）                      | ホムトフカ                 |
| チェレミシノヴォ地区（Черемисиновский район）            | チェレミシノヴォ           |
| シチグルイ地区（Щигровский район）                       | シチグルイ※                |

※地区から独立した州直轄市

## 有名な出身者
- ニキータ・フルシチョフ - 政治家。ホムトフカ地区（ロシア語版、英語版）カリノフカ（ロシア語版、英語版）出身。
- アレクサンドル・ルツコイ - 政治家
- セラフィーム・サロフスキー - 聖人

## 標準時
この地域は、モスクワ時間帯の標準時を使用している。時差はUTC+3時間で、夏時間はない。（2011年3月までは標準時がUTC+3で、夏時間がUTC+4時間、同年3月から2014年10月までは通年UTC+4であった）